# Bumbunga Lake
Bumbunga Lake är en sjö i Australien. Den ligger i delstaten South Australia, omkring 120 kilometer norr om delstatshuvudstaden Adelaide. Bumbunga Lake ligger 79 meter över havet. Arean är 13,88 kvadratkilometer. Den sträcker sig 5,5 kilometer i nord-sydlig riktning, och 2,8 kilometer i öst-västlig riktning.

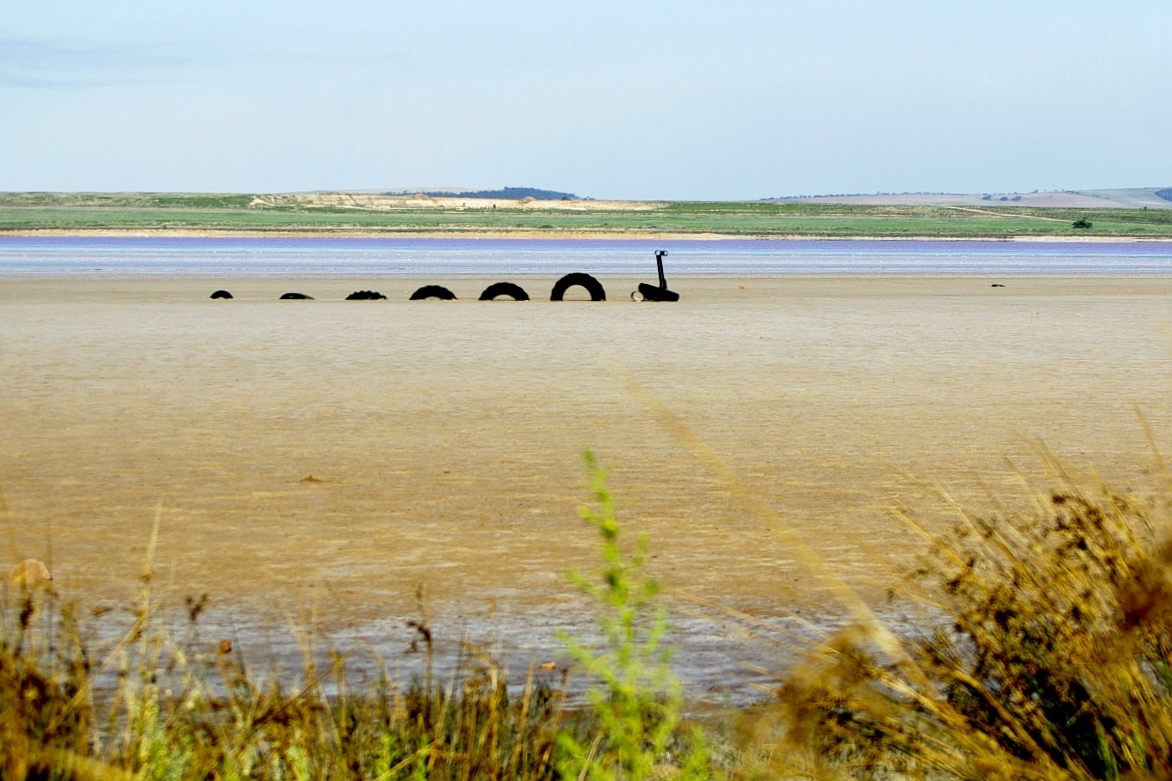
mot öster

Följande samhällen ligger vid Bumbunga Lake:
- Lochiel (167 invånare)

Trakten runt Bumbunga Lake består till största delen av jordbruksmark. Trakten runt Bumbunga Lake är nära nog obefolkad, med mindre än två invånare per kvadratkilometer. Genomsnittlig årsnederbörd är 581 millimeter. Den regnigaste månaden är juni, med i genomsnitt 95 mm nederbörd, och den torraste är december, med 13 mm nederbörd.